# Stenaspis castaneipennis
Stenaspis castaneipennis là một loài bọ cánh cứng trong họ Cerambycidae.